# Championnats de Belgique de cyclisme sur piste
Les championnats de Belgique de cyclisme sur piste sont organisés par la Royale ligue vélocipédique belge.

## Palmarès masculin

### Américaine
| Année | Vainqueur                           | Deuxième                                  | Troisième                                       |
| ----- | ----------------------------------- | ----------------------------------------- | ----------------------------------------------- |
| 1955  | Rik Van Steenbergen Stan Ockers     | Leon Van Daele Joseph De Beuckelaer       | Emile Severeyns Paul Depaepe                    |
| 1961  | Rik Van Steenbergen Emile Severeyns | Arthur Decabooter Michel Van Aerde        | Jozef Verachtert Leo Proost                     |
| 1962  | Rik Van Steenbergen Emile Severeyns | Rik Van Looy Edgard Sorgeloos             | Noël Foré Michel Van Aerde                      |
| 1963  | Lucien De Munster Gilbert Maes      | Gustave Desmet Charles Rabaye             | Arthur Decabooter Willy Vannitsen               |
| 1964  | Gilbert Maes Lucien De Munster      | Emile Severeyns Hugo Scrayen              | Edward Sels Willy Vanden Berghen                |
| 1965  | Theo Verschueren Robert Lelangue    | Willy Vannitsen Hugo Scrayen              | Julien Stevens Robert Seneca                    |
| 1966  | Patrick Sercu Eddy Merckx           | Gilbert Maes Theo Verschueren             | Robert Lelangue Emile Severeyns                 |
| 1967  | Patrick Sercu Eddy Merckx           | Gilbert Maes Emile Severeyns              | Hubert Criel Norbert Seeuws                     |
| 1968  | Patrick Sercu Eddy Merckx           | Gilbert Maes Emile Severeyns              | Hubert Criel Norbert Seeuws                     |
| 1969  | Patrick Sercu Rik Van Looy          | Julien Stevens Emile Severeyns            | Romain De Loof Norbert Seeuws                   |
| 1970  | Patrick Sercu Norbert Seeuws        | Romain De Loof Walter Godefroot           | Emile Severeyns Paul Crapez                     |
| 1971  | Patrick Sercu Jean-Pierre Monseré   | Norbert Seeuws Walter Godefroot           | Dirk Baert Theo Verschueren                     |
| 1972  | Patrick Sercu Roger De Vlaeminck    | Julien Stevens Theo Verschueren           | Norbert Seeuws Rik Van Linden                   |
| 1973  | Patrick Sercu Julien Stevens        | Walter Godefroot Norbert Seeuws           | Dirk Baert Georges Barras                       |
| 1974  | Patrick Sercu Eddy Merckx           | Rik Van Linden Julien Stevens             | Marc Demeyer Willy Debosscher                   |
| 1975  | Patrick Sercu Eddy Merckx           | Rik Van Linden Julien Stevens             | Walter Godefroot Freddy Maertens                |
| 1976  | Patrick Sercu Eddy Merckx           | Rik Van Linden Dirk Baert                 | Freddy Maertens Marc Demeyer                    |
| 1977  | Patrick Sercu Ferdi Van Den Haute   | Willy Debosscher Ferdinand Bracke         | Dirk Baert Julien Stevens                       |
| 1994  | Johnny Dauwe Patrick Van Hoolandt   | Pascal Simons Rikkie Matthyssens          | Johan Dhaenens Erwin Buysse                     |
| 1995  | Wim Beirnaert Jurgen De Buysschere  | Johan Dhaenens Gunter De Winne            | Tom Jacobs Frederik Van Hulle                   |
| 1996  | Non-disputés                        | Non-disputés                              | Non-disputés                                    |
| 1997  | Johan Dhaenens Wilfried Cretskens   | Mario Ghyselinck Tom Jacobs               | Patrick Van Hoolandt Emmanuël Heynemans         |
| 1998  | Luc De Duytsche Johan Dekkers       | Tom Jacobs Tim De Peuter                  | Johan Dhaenens Björn Nachtergaele               |
| 1999  | Luc De Duytsche Nicky Vermeersch    | Tom Jacobs Björn Nachtergaele             | Johan Dhaenens Gunther Van Den Bossche          |
| 2000  | Luc De Duytsche Nicky Vermeersch    | Sven Spoormakers Filip Meirhaeghe         | Björn Nachtergaele Steven De Neef               |
| 2001  | Christof Mariën Steven Thijs        | Steven De Champs Nico Ruyloft             | Wim Beirnaert Tom Jacobs                        |
| 2002  | Non-disputés                        | Non-disputés                              | Non-disputés                                    |
| 2003  | Steven De Neef Wouter Van Mechelen  | Dimitri De Fauw Iljo Keisse               | Steve Schets Koen Barbé                         |
| 2004  | Steven De Neef Andries Verspeeten   | Dimitri De Fauw Iljo Keisse               | Kenny De Ketele Gianni Meersman                 |
| 2005  | Kenny De Ketele Steve Schets        | Nicky Cocquyt Ingmar De Poortere          | Dave Mertens Tim Mertens                        |
| 2006  | Non-disputés                        | Non-disputés                              | Non-disputés                                    |
| 2007  | Kenny De Ketele Iljo Keisse         | Steven De Neef Dimitri De Fauw            | Ingmar De Poortere Davy Tuytens                 |
| 2008  | Kenny De Ketele Iljo Keisse         | Nicky Cocquyt Ingmar De Poortere          | Tim Mertens Davy Tuytens                        |
| 2009  | Kenny De Ketele Iljo Keisse         | Nicky Cocquyt Ingmar De Poortere          | Tim Mertens Davy Tuytens                        |
| 2010  | Ingmar De Poortere Steve Schets     | Gert-Jan Van Immerseel Maarten Vlasselaer | Ken De Fauw Moreno De Pauw                      |
| 2011  | Gert-Jan Van Immerseel Iljo Keisse  | Steve Schets Ingmar De Poortere           | Steven De Neef Jeroen Lepla                     |
| 2012  | Nicky Cocquyt Moreno De Pauw        | Jasper De Buyst Tim Mertens               | Steve Schets Gert-Jan Van Immerseel             |
| 2013  | Jasper De Buyst Iljo Keisse         | Nicky Cocquyt Moreno De Pauw              | Jonas Rickaert Otto Vergaerde                   |
| 2014  | Jasper De Buyst Kenny De Ketele     | Moreno De Pauw Otto Vergaerde             | Killian Michiels Matthias Van Beethoven         |
| 2015  | Nicky Cocquyt Moreno De Pauw        | Killian Michiels Matthias Van Beethoven   | Francesco Van Coppernolle Ruben Van Raepenbusch |
| 2016  | Kenny De Ketele Moreno De Pauw      | Lindsay De Vylder Jochen Deweer           | Arne De Groote Matthias Van Beethoven           |
| 2017  | Kenny De Ketele Moreno De Pauw      | Lindsay De Vylder Robbe Ghys              | Bryan Boussaer Jules Hesters                    |
| 2018  | Robbe Ghys Moreno De Pauw           | Jules Hesters Fabio Van den Bossche       | Bryan Boussaer Nicolas Wernimont                |
| 2019  | Moreno De Pauw Lindsay De Vylder    | Kenny De Ketele Robbe Ghys                | Jules Hesters Fabio Van den Bossche             |
| 2022  | Jules Hesters Tuur Dens             | Fabio Van den Bossche Robbe Ghys          | Arthur Senrame Maxwell De Broeder               |
| 2023  | Lindsay De Vylder Robbe Ghys        | Noah Vandenbranden Gianluca Pollefliet    | Fabio Van den Bossche Jonas Rickaert            |
| 2024  | Jasper De Buyst Noah Vandenbranden  | Brent Van Mulders Gianluca Pollefliet     | Thibaut Bernard Renzo Raes                      |

### Course aux points
| Année | Vainqueur             | Deuxième               | Troisième             |
| ----- | --------------------- | ---------------------- | --------------------- |
| 1980  | Tim de Peuter         |                        |                       |
| 1981  | Dirk Heirweg          | Patrick Sercu          | Michel Vaarten        |
| 1982  | Dirk Heirweg          | Dirk Baert             | Benny Schepmans       |
| 1990  | Cédric Mathy          | Johnny Dauwe           | Rik Van Slycke        |
| 1993  | Gunther De Winne      | Etienne De Wilde       | Eddy Torrekens        |
| 1994  | Lorenzo Lapage        | Etienne De Wilde       | Cédric Mathy          |
| 1995  | Rik Van Slycke        | Lorenzo Lapage         | Johan Dhaenens        |
| 1996  | Björn Nachtergaele    | Patrick Van Hoolandt   | Tom Jacobs            |
| 1997  | Tim De Peuter         | Olivier Louchaert      | Björn Nachtergaele    |
| 1998  | Björn Nachtergaele    | Patrick Van Hoolandt   | Wim Van Rengen        |
| 1999  | Tom Jacobs            | Wim Van Rengen         | Kim Baetens           |
| 2000  | Luc De Duytsche       | Jeroen Das             | Steven De Neef        |
| 2001  | Iljo Keisse           | Steven Dechamps        | Jurgen Van Loocke     |
| 2002  | Steven Dechamps       | Luc De Duytsche        | Iljo Keisse           |
| 2003  | Iljo Keisse           | Wouter Van Mechelen    | Jurgen Van Loocke     |
| 2004  | Steve Schets          | Andries Verspeeten     | John Van Den Abeele   |
| 2006  | Iljo Keisse           | Davy Tuytens           | Dominique Cornu       |
| 2007  | Kenny De Ketele       | Davy Tuytens           | Steven De Neef        |
| 2008  | Iljo Keisse           | Kenny De Ketele        | Davy Tuytens          |
| 2009  | Iljo Keisse           | Kenny De Ketele        | Davy Tuytens          |
| 2010  | Ingmar De Poortere    | Steve Schets           | Jonathan Breyne       |
| 2011  | Ingmar De Poortere    | Gert-Jan Van Immerseel | Steven De Neef        |
| 2012  | Dominique Cornu       | Jochen Deweer          | Stijn De Pauw         |
| 2013  | Jasper De Buyst       | Iljo Keisse            | Otto Vergaerde        |
| 2014  | Moreno De Pauw        | Otto Vergaerde         | Dominique Cornu       |
| 2015  | Laurent Evrard        | Jasper De Buyst        | Moreno De Pauw        |
| 2016  | Moreno De Pauw        | Jonas Rickaert         | Robbe Ghys            |
| 2017  | Robbe Ghys            | Lindsay De Vylder      | Kenny De Ketele       |
| 2018  | Fabio Van Den Bossche | Stijn Steels           | Moreno De Pauw        |
| 2019  | Kenny De Ketele       | Sasha Weemaes          | Jules Hesters         |
| 2022  | Robbe Ghys            | Tuur Dens              | Jules Hesters         |
| 2023  | Lindsay De Vylder     | Robbe Ghys             | Fabio Van den Bossche |
| 2024  | Jasper De Buyst       | Gianluca Pollefliet    | Thibaut Bernard       |

### Demi-fond
| Année | Vainqueur         | Deuxième          | Troisième         |
| ----- | ----------------- | ----------------- | ----------------- |
|       |                   |                   |                   |
| 1913  | Victor Linart     |                   |                   |
| 1914  | Victor Linart     |                   |                   |
| 1915  |                   |                   |                   |
| 1916  |                   |                   |                   |
| 1917  |                   |                   |                   |
| 1918  |                   |                   |                   |
| 1919  | Victor Linart     |                   |                   |
| 1920  | Victor Linart     |                   |                   |
| 1921  | Victor Linart     |                   |                   |
| 1922  | Victor Linart     |                   |                   |
| 1923  | Victor Linart     |                   |                   |
| 1924  | Victor Linart     |                   |                   |
| 1925  | Victor Linart     | Henri Wynsdau     |                   |
| 1926  | Victor Linart     |                   |                   |
| 1927  | Victor Linart     |                   | Henri Wynsdau     |
| 1928  | Victor Linart     |                   | Emile Thollembeek |
| 1929  | Victor Linart     |                   | Henri Wynsdau     |
| 1930  | Victor Linart     |                   |                   |
| 1931  | Victor Linart     | Emile Thollembeek | Henri Wynsdau     |
| 1932  | Emile Thollembeek |                   |                   |
| 1933  | Henri Wynsdau     | Emile Thollembeek |                   |
| 1934  | Georges Ronsse    |                   |                   |
| 1935  | Georges Ronsse    | Henri Wynsdau     |                   |
| 1936  | Georges Ronsse    |                   |                   |
| 1957  | Paul Depaepe      |                   |                   |
| 1959  | Paul Depaepe      |                   |                   |
| 1961  | Paul Depaepe      |                   |                   |
| 1963  | Leo Proost        | Paul Depaepe      | Raymond Impanis   |
| 1964  | Leo Proost        |                   |                   |
| 1965  | Leo Proost        |                   |                   |
| 1966  | Leo Proost        |                   |                   |
| 1967  | Leo Proost        |                   |                   |
| 1968  | Leo Proost        | Theo Verschueren  |                   |
| 1969  | Theo Verschueren  | Leo Proost        |                   |
| 1970  | Theo Verschueren  | Leo Proost        |                   |
| 1971  | Theo Verschueren  |                   |                   |
| 1973  | Theo Verschueren  | Romain Deloof     |                   |
| 1974  | Romain Deloof     | Theo Verschueren  |                   |
| 1975  | Désattribué       | Willy Debosscher  | Lucien Zelck      |
| 1976  | Julien Stevens    | Hugo Van Gastel   |                   |
| 1977  | Willy Debosscher  | Georges Barras    | Hugo Van Gastel   |

### Derny
| Année | Vainqueur           | Deuxième        | Troisième    |
| ----- | ------------------- | --------------- | ------------ |
| 1963  | Rik Van Steenbergen | Leo Proost      | Paul Depaepe |
| 1979  | Rik Van Linden      | Ronald De Witte | Stan Tourné  |
| 2007  | Kenny De Ketele     |                 |              |
| 2008  | Kenny De Ketele     |                 |              |
| 2009  | Kenny De Ketele     |                 |              |
| 2010  | Tim Mertens         |                 |              |
| 2011  | Iljo Keisse         |                 |              |
| 2012  | Jonathan Breyne     |                 |              |
| 2019  | Jules Hesters       |                 |              |

### Keirin
| Année  | Vainqueur          | Deuxième            | Troisième            |
| ------ | ------------------ | ------------------- | -------------------- |
| 2000   | Björn Nachtergaele | Dimitri De Fauw     | Wim Van Rengen       |
| 2001   | Björn Nachtergaele | Dimitri De Fauw     | Wim Beirnaert        |
| 2003   | Dimitri De Fauw    | Dominique Perissi   | Dominik Andries      |
| 2004   | Dominique Perissi  | John Van Den Abeele | Steve Schets         |
| 2012   | Kim Van Leemput    | Gertjan De Smet     | Jochen Deweer        |
| 2013   | Robin Venneman     | Joris Cornet        | Nicky Cocquyt        |
| 2014   | Joris Cornet       | Robin Venneman      | Lorenzo Blomme       |
| 2016-1 | Robin Venneman     | Joris Cornet        | Matthias Osei Vertez |
| 2016-2 | Ayrton De Pauw     | Arne De Groote      | Lorenzo Blomme       |
| 2017   | Jules Hesters      | Robbe Snels         | Maths Heinderson     |
| 2018   | Ayrton De Pauw     | Dominik Litvinov    | Daivy Sclacmender    |
| 2019   | Tuur Dens          | Gerald Nys          | Mathias Lefeber      |
| 2022   | Runar De Schrijver | Mathias Lefeber     | Dominik Litvinov     |
| 2023   | Runar De Schrijver | Tjorven Mertens     | Gerald Nys           |

### Élimination
| Année | Vainqueur       | Deuxième          | Troisième            |
| ----- | --------------- | ----------------- | -------------------- |
| 2022  | Jules Hesters   | Milan Fretin      | Mathias Lefeber      |
| 2023  | Tuur Dens       | Jules Hesters     | Gianluca Pollefliet  |
| 2024  | Thibaut Bernard | Brent Van Mulders | Matijs Van Strijthem |

### Kilomètre
| Année  | Vainqueur             | Deuxième            | Troisième          |
| ------ | --------------------- | ------------------- | ------------------ |
| 1966   | Paul Seye             |                     |                    |
| 1967   | Daniel Goens          |                     |                    |
| 1968   | Dirk Baert            |                     |                    |
| 1969   | Willy De Bosscher     |                     |                    |
| 1970   | Georges Claes         |                     |                    |
| 1971   | Manu Snellinx         |                     |                    |
| 1972   | Robert Maveau         |                     |                    |
| 1974   | Paul Clinckaert       |                     |                    |
| 1975   | Hugo Maréchal         |                     |                    |
| 1976   | Michel Vaarten        |                     |                    |
| 1977   | Michel Vaarten        |                     |                    |
| 1978   | Jean-Louis Baugnies   |                     |                    |
| 1979   | Charles Jochums       |                     |                    |
| 1980   | Jan Blomme            |                     |                    |
| 1981   | Diederik Foubert (ca) |                     |                    |
| 2001   | Dimitri De Fauw       |                     |                    |
| 2002   | Dimitri De Fauw       |                     |                    |
| 2003   | Dimitri De Fauw       |                     |                    |
| 2004   | Kenny De Ketele       |                     |                    |
| 2006   | Kenny De Ketele       |                     |                    |
| 2007   | Kenny De Ketele       |                     |                    |
| 2008   | Tim Mertens           | Kenny De Ketele     | Nicky Cocquyt      |
| 2010   | Justin Van Hoecke     | Moreno De Pauw      | Ingmar De Poortere |
| 2011   | Joris Cornet          | Ken De Fauw         | Kieran De Fauw     |
| 2013-1 | Nicky Cocquyt         | Joris Cornet        | Gertjan De Smet    |
| 2013-2 | Moreno De Pauw        | Jonas Rickaert      | Nicky Cocquyt      |
| 2014   | Moreno De Pauw        | Edward Theuns       | Lionel Taminiaux   |
| 2015   | Moreno De Pauw        | Lionel Taminiaux    | Robin Venneman     |
| 2016   | Ayrton De Pauw        | Moreno De Pauw      | Robbe Ghys         |
| 2017   | Lindsay De Vylder     | Robbe Snels         | Ron Vandenbussche  |
| 2018   | Tuur Dens             | Nicolas Wernimont   | Arthur Senrame     |
| 2019   | Nicolas Wernimont     | Tuur Dens           | Gerald Nys         |
| 2023   | Tuur Dens             | Gianluca Pollefliet | Thibaut Bernard    |
| 2025   | Noah Vandenbranden    | Thibaut Bernard     | Tom Crabbe         |

### Omnium
| Année  | Vainqueur             | Deuxième                      | Troisième                        |
| ------ | --------------------- | ----------------------------- | -------------------------------- |
| 1942-1 | Albert Buysse         | Frans Cools                   | Achiel De Backer                 |
| 1942-2 | Frans Cools           | Karel Kaers                   | Achiel De Backer                 |
| 1943   | Frans Cools           | Rik Van Steenbergen           | Raoul Breuskin                   |
| 1944   | Rik Van Steenbergen   | Frans Cools                   | Karel Kaers                      |
| 1955   | Rik Van Steenbergen   | Leon Van Daele                | Lucien Acou                      |
| 1961   | Rik Van Steenbergen   | Rik Van Looy                  | Leon Van Daele                   |
| 1963   | Rik Van Steenbergen   | Hugo Scrayen                  | Willy Vannitsen                  |
| 1965   | Patrick Sercu         | Ludo Janssens                 | Hugo Scrayen                     |
| 1965   | Patrick Sercu         | Rik Van Steenbergen           | Robert Lelangue                  |
| 1966   | Patrick Sercu         | Joseph De Bakker Theo Mertens |                                  |
| 1968   | Patrick Sercu         | Ferdinand Bracke              | Theo Verschueren                 |
| 1969   | Robert Lelangue       | Romain Deloof                 | Emile Severeyns Theo Verschueren |
| 1969   | Jean-Pierre Monseré   | Paul Crapez                   | Roger De Vlaeminck               |
| 1970   | Patrick Sercu         | Roger De Vlaeminck            | Ferdinand Bracke                 |
| 1971   | Patrick Sercu         | Dirk Baert                    | Roger De Vlaeminck               |
| 1974   | Patrick Sercu         | Dirk Baert                    | Eddy Merckx                      |
| 1974   | Patrick Sercu         | Dirk Baert                    | Walter Godefroot                 |
| 1975   | Patrick Sercu         | Dirk Baert                    | Rik Van Linden                   |
| 1977   | Patrick Sercu         | Freddy Maertens               | Dirk Baert Ferdinand Bracke      |
| 1978   | Patrick Sercu         | Dirk Baert                    | Ferdi Van Den Haute              |
| 1979   | Patrick Sercu         | Michel Vaarten                | Fons De Wolf                     |
| 1980   | Ferdi Van Den Haute   | Walter Schoonjans             | Dirk Heirweg                     |
| 1981   | Stan Tourné           | Michel Vaarten                | Willy Debosscher                 |
| 1982   | Patrick Sercu         | Jean-Luc Vandenbroucke        | Stan Tourné                      |
| 1983   | Ferdi Van Den Haute   | Jean-Luc Vandenbroucke        | Michel Vaarten                   |
| 1984   | Dirk Baert            | Ferdi Van Den Haute           | Romain Costermans                |
| 1985   | Michel Vaarten        | Stan Tourné                   | Ferdi Van Den Haute              |
| 1986   | Etienne De Wilde      | Romain Costermans             | Michel Vaarten                   |
| 1988   | Etienne De Wilde      | Johan Bruyneel                | Luc Colijn                       |
| 1990   | Rik Van Slycke        | Luc Colijn                    | Kurt Onclin                      |
| 1990   | Sammie Moreels        | Luc Colijn                    | Johan Bruyneel                   |
| 1996   | Wim Van Rengen        | Olivier Louchaert             | Steven De Neef                   |
| 1998   | Peter Van Petegem     | Frank Corvers                 | Etienne De Wilde                 |
| 1999   | Steven De Neef        | Manu Lhoir                    | Paul Van Hyfte                   |
| 2001   | Jan Meeusen           | Dimitri De Fauw               | Christof Marien                  |
| 2001   | Wouter Van Mechelen   | Steven De Neef                | Dimitri De Fauw                  |
| 2003   | Wouter Van Mechelen   | Iljo Keisse                   | Dimitri De Fauw                  |
| 2004   | Ingmar De Poortere    | Andries Verspeeten            | Kenny De Ketele                  |
| 2005   | Tim Mertens           | Kenny De Ketele               | Nicky Cocquyt                    |
| 2006   | Dimitri De Fauw       | Steve Schets                  | Kenny De Ketele                  |
| 2007   | Kenny De Ketele       | Tim Mertens                   | Dimitri De Fauw                  |
| 2009   | Tim Mertens           | Nicky Cocquyt                 | Kenny De Ketele                  |
| 2010   | Nicky Cocquyt         | Ingmar De Poortere            | Moreno De Pauw                   |
| 2011   | Nicky Cocquyt         | Jonathan Breyne               | Ingmar De Poortere               |
| 2012   | Gijs Van Hoecke       | Moreno De Pauw                | Dominique Cornu                  |
| 2012   | Moreno De Pauw        | Jonas Rickaert                | Nicky Cocquyt                    |
| 2013   | Moreno De Pauw        | Jonas Rickaert                | Nicky Cocquyt                    |
| 2015   | Moreno De Pauw        | Joris Cornet                  | Lionel Taminiaux                 |
| 2016   | Moreno De Pauw        | Bryan Boussaer                | Otto Vergaerde                   |
| 2017   | Moreno De Pauw        | Jonas Rickaert                | Lindsay De Vylder                |
| 2018   | Lindsay De Vylder     | Fabio Van den Bossche         | Jules Hesters                    |
| 2019   | Lindsay De Vylder     | Gerben Thijssen               | Kenny De Ketele                  |
| 2022   | Fabio Van Den Bossche | Robbe Ghys                    | Jules Hesters                    |
| 2023   | Lindsay De Vylder     | Fabio Van Den Bossche         | Milan Van Den Haute              |
| 2024   | Noah Vandenbranden    | Thibaut Bernard               | Milan Van Den Haute              |

### Poursuite
| Année | Vainqueur               | Deuxième            | Troisième                    |
| ----- | ----------------------- | ------------------- | ---------------------------- |
| 1939  | Karel Kaers             | Felicien Vervaecke  | Joseph Somers                |
| 1940  | Martin Van Den Broeck   | Joseph Wuytack      | Robert Naeye                 |
| 1941  | Maurice Clautier        | Raoul Breuskin      | Joseph Somers                |
| 1942  | Raoul Breuskin          | Achiel De Backer    | Maurice Clautier             |
| 1943  | Raoul Breuskin          | Joseph Somers       | Albert Buysse                |
| 1944  | Rik Van Steenbergen     | Rene Adriaenssens   | Lucien Acou                  |
| 1945  | Rene Adriaenssens       | Rik Van Steenbergen | Prosper Depredomme           |
| 1946  | Rene Adriaenssens       | Marcel Lavaux       | Jaak Engelen                 |
| 1947  | Rene Adriaenssens       | Achiel De Backer    | Martin Van Den Broeck        |
| 1948  | Achiel De Backer        | Rene Adriaenssens   | Rik Van Steenbergen          |
| 1949  | Léon Jomaux             | Rene Adriaenssens   | Joseph Debeuckelaer          |
| 1950  | Joseph Debeuckelaer     | Maurice Blomme      | Frans Gielen                 |
| 1951  | Joseph Debeuckelaer     | Frans Gielen        | Maurice Blomme               |
| 1952  | Raphael Glorieux        | Joseph Debeuckelaer | Georges Van Brabant          |
| 1953  | Raphael Glorieux        | Joseph Debeuckelaer | Henri Jochums                |
| 1954  | Paul Depaepe            | Raphael Glorieux    | Frans Gielen                 |
| 1955  | Paul Depaepe            | Frans Gielen        | Raphael Glorieux             |
| 1956  | Jean Brankart           | Paul Depaepe        | Joseph Debeuckelaer          |
| 1957  | Julien Van Oostende     | José Thumas         | Gustaaf Van Vaerenbergh      |
| 1958  | Jean Brankart           | Julien Van Oostende | José Thumas                  |
| 1959  | Jean Brankart           | Louis Proost        | Leo Proost                   |
| 1960  | Petrus Oellibrandt      | Leo Proost          | José Thumas                  |
| 1961  | Petrus Oellibrandt      | Barthelemy Gillard  | José Thumas                  |
| 1962  | Petrus Oellibrandt      | Barthelemy Gillard  | Leo Proost                   |
| 1963  | Hugo Scrayen            | Albert Covens       | Petrus Oellibrandt           |
| 1964  | Hugo Scrayen            | Romain Deloof       | Ferdinand Bracke             |
| 1965  | Ferdinand Bracke        | Roger De Breuker    | Hugo Scrayen                 |
| 1966  | Theo Mertens            | Herman Van Loo      | Jean Walschaerts             |
| 1967  | Ferdinand Bracke        | Hubert Criel        | Romain Robben                |
| 1968  | Julien Stevens          | Joseph Henikenne    | Herman Stevens               |
| 1969  | Norbert Seeuws          | Theo Mertens        | Robert Lelangue              |
| 1970  | Dirk Baert              | Paul Crapez         | Herman Vrijders              |
| 1971  | Paul Crapez             | Dirk Baert          | Herman Vrijders              |
| 1972  | Ferdinand Bracke        | Dirk Baert          | Paul Crapez                  |
| 1973  | Ferdinand Bracke        | Dirk Baert          | Georges Barras               |
| 1974  | Dirk Baert              | Ferdinand Bracke    | Ernest Bens                  |
| 1975  | Dirk Baert              | Marc Steels         | Dieudonne Depireux           |
| 1976  | Dirk Baert              | Ferdi Van Den Haute | Christian De Buysschere (ca) |
| 1977  | Dirk Baert              | Marc Meernhout      |                              |
| 1981  | Dirk Baert              | Jean-Louis Baugnies | Leo Van Thielen              |
| 1982  | Stan Tourné             | Luc Govaerts        | Dirk Baert                   |
| 1988  | Benjamin Van Itterbeeck | Peter Roes          | Luc Colijn                   |
| 1989  | Lorenzo Lapage          | Ronny Vlassaks      | Patrick De Wael              |
| 1990  | Luc Govaerts            | Johnny Macharis     |                              |
| 1994  | Gunther De Winne        | Frank Corvers       | Marc Streel                  |
| 1995  | Marc Streel             | Piet Vervinckt      | Laurent De Paoli             |
| 1996  | Cedric Flasse           | Anton Vermaerke     | Alain Garnier                |
| 1997  | Tim De Peuter           | Luc De Duytsche     | Laurent De Paoli             |
| 1998  | Luc De Duytsche         | Laurent De Paoli    | Wim Van Rengen               |
| 1999  | Kim Baetens             | Jan Meeusen         | Wim Van Rengen               |
| 2000  | Jan Meeusen             | Wouter Van Mechelen | Tim De Peuter                |
| 2001  | Bert Roesems            | Dimitri De Fauw     | Jurgen Van Loocke            |
| 2002  | John Van Den Abeele     | Iljo Keisse         | Andries Verspeeten           |
| 2003  | Iljo Keisse             | Dimitri De Fauw     | Wouter Van Mechelen          |
| 2004  | Kenny De Ketele         | John Van Den Abeele | Steve Schets                 |
| 2006  | Dominique Cornu         | Kenny De Ketele     | Tim Mertens                  |
| 2007  | Dominique Cornu         | Ingmar De Poortere  | Kenny De Ketele              |
| 2007  | Dominique Cornu         | Kenny De Ketele     | Ingmar De Poortere           |
| 2008  | Kenny De Ketele         | Ingmar De Poortere  | Maarten Vlasselaer           |
| 2010  | Dominique Cornu         | Ingmar De Poortere  | Jonathan Dufrasne            |
| 2011  | Jonathan Dufrasne       | Ingmar De Poortere  | Gijs Van Hoecke              |
| 2012  | Dominique Cornu         | Gijs Van Hoecke     | Ingmar De Poortere           |
| 2013  | Jonas Rickaert          | Niels Vanderaerden  | Edward Theuns                |
| 2014  | Dominique Cornu         | Edward Theuns       | Victor Campenaerts           |
| 2015  | Jonathan Dufrasne       | Victor Campenaerts  | Bryan Boussaer               |
| 2016  | Victor Campenaerts      | Bryan Boussaer      | Guillaume Seye               |
| 2017  | Bryan Boussaer          | Sasha Weemaes       | Matthias Van Beethoven       |
| 2018  | Bryan Boussaer          | Killian Michiels    | Ruben Apers                  |
| 2019  | Rune Herregodts         | Sasha Weemaes       | Bryan Boussaer               |
| 2022  | Thibaut Bernard         | Ruben Apers         | Frederick Tison              |
| 2023  | Noah Vandenbranden      | Lindsay De Vylder   | Fabio Van den Bossche        |
| 2025  | Noah Vandenbranden      | Thibaut Bernard     | Rutger Wouters               |

### Poursuite par équipes
| Année | Vainqueur                                                              | Deuxième | Troisième |
| ----- | ---------------------------------------------------------------------- | -------- | --------- |
| 2007  | Tim Mertens Ingmar De Poortere Kenny De Ketele Steve Schets            |          |           |
| 2008  | Tim Mertens Ingmar De Poortere Kenny De Ketele Dominique Cornu         |          |           |
| 2009  | Tim Mertens Ingmar De Poortere Stijn Steels Jeroen Lepla               |          |           |
| 2010  | Jonathan Dufrasne Ingmar De Poortere Kenny De Ketele Steve Schets      |          |           |
| 2011  | Jonathan Dufrasne Ingmar De Poortere Gijs Van Hoecke Justin Van Hoecke |          |           |
| 2006  | Tim Mertens Ingmar De Poortere Kenny De Ketele Steve Schets            |          |           |
| 2007  | Tim Mertens Ingmar De Poortere Kenny De Ketele Dominique Cornu         |          |           |
| 2010  | Jonathan Dufrasne Ingmar De Poortere Kenny De Ketele Steve Schets      |          |           |
| 2011  | Jonathan Dufrasne Ingmar De Poortere Gijs Van Hoecke Justin Van Hoecke |          |           |
| 2013  | Tiesj Benoot Aimé De Gendt Jonas Rickaert Otto Vergaerde               |          |           |

### Scratch
| Année | Vainqueur           | Deuxième              | Troisième                 |
| ----- | ------------------- | --------------------- | ------------------------- |
| 2002  | Steven Dechamps     | John Van Den Abeele   | Iljo Keisse               |
| 2003  | Dimitri De Fauw     | Iljo Keisse           | Jurgen Van Loocke         |
| 2004  | John Van Den Abeele | Danny Van Capellen    | Steve Schets              |
| 2006  | Steve Schets        | Davy Tuytens          | Tim Mertens               |
| 2007  | Ingmar De Poortere  | Kenny De Ketele       | Tom Oerlemans             |
| 2008  | Tim Mertens         | Nicky Cocquyt         | Steve Schets              |
| 2009  | Tim Mertens         | Nicky Cocquyt         | Steve Schets              |
| 2010  | Tim Mertens         | Steve Schets          | Moreno De Pauw            |
| 2011  | Iljo Keisse         | Ingmar De Poortere    | Steven De Neef            |
| 2012  | Dominique Cornu     | Jochen Deweer         | Steve Schets              |
| 2013  | Iljo Keisse         | Otto Vergaerde        | Lindsay De Vylder         |
| 2014  | Killian Michiels    | Moreno De Pauw        | Francesco Van Coppernolle |
| 2015  | Moreno De Pauw      | Nicky Cocquyt         | Francesco Van Coppernolle |
| 2016  | Bryan Boussaer      | Moreno De Pauw        | Jochen Deweer             |
| 2017  | Moreno De Pauw      | Lindsay De Vylder     | Robbe Ghys                |
| 2018  | Robbe Ghys          | Fabio Van den Bossche | Killian Michiels          |
| 2019  | Lindsay De Vylder   | Robbe Ghys            | Fabio Van den Bossche     |
| 2022  | Jules Hesters       | Milan Fretin          | Tuur Dens                 |
| 2023  | Jules Hesters       | Lindsay De Vylder     | Tuur Dens                 |
| 2024  | Thibaut Bernard     | Brent Van Mulders     | Stan Dens                 |

### Vitesse
| Année | Vainqueur            | Deuxième                     | Troisième                         |
| ----- | -------------------- | ---------------------------- | --------------------------------- |
| 1894  | Émile Huet           | Gaston Caen                  | Detchemendy                       |
| 1895  | Émile Huet           |                              |                                   |
| 1898  | Charles Van Den Born | Arthur Deleu                 | Depage                            |
| 1899  | Louis Grogna         | Jean Broka                   | Thibeau                           |
| 1900  | Claude Leclercq      | Edmond Michiels              | Arthur Deleu                      |
| 1901  | Charles Van Den Born | Louis Grogna                 | Arthur Deleu                      |
| 1903  | Louis Grogna         | Charles Van Den Born         | Josef Hoevenaers                  |
| 1904  | Ernest Massart       | Charles Van Den Born         | Edmond Michiels                   |
| 1905  | Charles Van Den Born |                              |                                   |
| 1906  | Charles Van Den Born | Auguste Carremans            | Julien Lootens                    |
| 1907  | Charles Van Den Born | Albert Herent                | Hubert Wilmots                    |
| 1908  | Charles Van Den Born | Hubert Wilmots               | Émile Otto                        |
| 1909  | Charles Van Den Born | Edmond Michiels              | Arthur Deleu                      |
| 1910  | Albert Herent        | Émile Otto                   | Arthur Deleu                      |
| 1911  | Hubert Wilmots       | Émile Otto                   | Jos Van Bever                     |
| 1912  | Émile Otto           | Jos Van Bever                | Hubert Wilmots                    |
| 1913  | Jos Van Bever        | Émile Otto                   | Vincent Reychler                  |
| 1914  | Émile Otto           | Jos Van Bever                | Edmond Michiels                   |
| 1919  | Jos Van Bever        | Jean Louis                   | Émile Otto                        |
| 1920  | Jos Van Bever        | Jean Louis                   | Alois De Graeve                   |
| 1921  | Jules Dossche        | Jos Van Bever                | Jean Louis                        |
| 1922  | Alois De Graeve      | Jos Van Bever                | Jules Dossche                     |
| 1923  | Alois De Graeve      | Pierre Rielens               | Jean Louis                        |
| 1924  | Alois De Graeve      | Jean Louis                   | Albert Debunne                    |
| 1925  | Alois De Graeve      | Maurice Dewolf               | Oscar Daemers                     |
| 1926  | Émile Otto           | Henri Duray                  | Oscar Daemers                     |
| 1927  | Alois De Graeve      | Pierre Rielens               | Pierre Degelas                    |
| 1928  | Alois De Graeve      | Jean Zauns (ned)             | Maurice Dewolf                    |
| 1929  | Alois De Graeve      | Jacques Arlet                | Jean Zauns                        |
| 1930  | Jacques Arlet        | Alois De Graeve              | Jef Scherens                      |
| 1931  | Jef Scherens         | Jacques Arlet                | Alois De Graeve                   |
| 1932  | Jef Scherens         | Jacques Arlet                | Alois De Graeve                   |
| 1933  | Jef Scherens         | Jacques Arlet                | Alois De Graeve                   |
| 1934  | Jef Scherens         | Francois Huybrechts          | Karel Kaers                       |
| 1935  | Jef Scherens         | Jacques Arlet                | Karel Kaers                       |
| 1936  | Jef Scherens         | Jacques Arlet                | Karel Kaers                       |
| 1937  | Jef Scherens         | Jacques Arlet                | Karel Kaers                       |
| 1938  | Jef Scherens         | Jacques Arlet                | Raymond Masy                      |
| 1939  | Jef Scherens         | Frans Cools                  | Karel Kaers                       |
| 1940  | Frans Cools          | Jef Scherens                 | Achiel Bruneel                    |
| 1941  | Jef Scherens         | Karel Kaers                  | Frans Cools                       |
| 1942  | Jef Scherens         | Émile Gosselin               | Frans Cools                       |
| 1943  | Émile Gosselin       | Jef Scherens                 | Jozef Ceuppens                    |
| 1944  | Jef Scherens         | Émile Gosselin               | Frans Van Looveren                |
| 1945  | Jef Scherens         | Frans Van Looveren           | Frans Cools                       |
| 1946  | Jef Scherens         | Émile Gosselin               | Frans Van Looveren                |
| 1947  | Jef Scherens         | Frans Van Looveren           | Émile Gosselin                    |
| 1948  | Frans Van Looveren   | Émile Gosselin               | Raymond Pauwels                   |
| 1949  | Raymond Pauwels      | Jef Scherens                 | Frans Van Looveren                |
| 1950  | Raymond Pauwels      | Émile Gosselin               | Jef Scherens                      |
| 1951  | Émile Gosselin       | Raymond Pauwels              | Pierre Nihant                     |
| 1952  | Émile Gosselin       | Raymond Pauwels              | Pierre Nihant                     |
| 1953  | Émile Gosselin       | Raymond Pauwels              | Jan Verbruggen                    |
| 1954  | Émile Gosselin       | Leo Buyst                    | Edward Vandevelde                 |
| 1955  | Émile Gosselin       | Rik Van Steenbergen          | Willy Vannitsen                   |
| 1956  | Émile Gosselin       | Willy Vannitsen              | Pierre Gosselin                   |
| 1957  | Joseph De Bakker     | Willy Vannitsen              | Willy Lauwers                     |
| 1958  | Joseph De Bakker     | Rik Van Steenbergen          | Clement Leemans                   |
| 1959  | Joseph De Bakker     |                              |                                   |
| 1960  | Joseph De Bakker     | Willy Vannitsen              | Frans Aerenhouts                  |
| 1961  | Joseph De Bakker     | Leo Sterckx                  | Jan Lambrechts                    |
| 1962  | Joseph De Bakker     | Jan Lambrechts               | Valère Frennet                    |
| 1963  | Joseph De Bakker     | Leo Sterckx                  | Valère Frennet                    |
| 1964  | Leo Sterckx          | Joseph De Bakker             | Valère Frennet                    |
| 1965  | Patrick Sercu        | Joseph De Bakker Leo Sterckx |                                   |
| 1966  | Joseph De Bakker     | Valère Frennet               |                                   |
| 1967  | Patrick Sercu        | Joseph De Bakker             | Roger Vandenbergh                 |
| 1968  | Patrick Sercu        | Valère Frennet               | Roger Vandenbergh                 |
| 1969  | Patrick Sercu        | Robert Van Lancker           | Roger Vandenbergh                 |
| 1970  | Robert Van Lancker   | Joseph Henikenne             | Willy Debosscher                  |
| 1971  | Robert Van Lancker   | Willy Debosscher             |                                   |
| 1972  | Robert Van Lancker   | Willy Debosscher             |                                   |
| 1973  | Robert Van Lancker   | Willy Debosscher             |                                   |
| 1974  | Robert Van Lancker   | Andre Demol                  |                                   |
| 1975  | Rafael Constant      | Robert Van Lancker           | Bernard Bourguignon               |
| 1976  | Robert Van Lancker   | Rafael Constant              | Wilfried Reybrouck                |
| 1977  | Willy Debosscher     | Lucien Zelck                 | Benny Schepmans                   |
| 1981  | Michel Vaarten       | Willy Debosscher             | Leo Van Thielen                   |
| 1982  | Michel Vaarten       | Willy Debosscher             | Fons Van Dessel                   |
| 1993  | Eric Schoefs         | Dominique Dejosé             | Mario Ghyselinck                  |
| 1994  | Eric Schoefs         |                              |                                   |
| 1995  | Eric Schoefs         | Wim Van Rengen               | Björn Nachtergaele                |
| 1996  | Wim Van Rengen       | Koen Versprille              | Björn Nachtergaele                |
| 1997  | Mario Ghyselinck     | Koen Versprille              | Wim Van Rengen                    |
| 1998  | Luc De Duytsche      | Wim Van Rengen               | Steven Dechamps                   |
| 1999  | Wim Van Rengen       | Kim Baetens                  | Mario Ghyselinck                  |
| 2000  | Dimitri De Fauw      | Mario Ghyselinck             | Björn Nachtergaele                |
| 2001  | Dimitri De Fauw      | Mario Ghyselinck             | Iljo Keisse                       |
| 2002  | Dimitri De Fauw      | Jan Van Den Steen            | Vincent Van Thielen               |
| 2003  | Dimitri De Fauw      | Dominique Perissi            | Dominik Andries                   |
| 2004  | Dominique Perissi    | Kevin Lemarchand             | Andries Verspeeten                |
| 2012  | Kim Van Leemput      | Gertjan De Smet              | Kevin De Roeck Sam Van de Mieroop |
| 2016  | Robin Venneman       | Matthias Osei Vertez         | Glenn Rotty                       |
| 2017  | Ayrton De Pauw       | Gerald Nys                   | Pieter Develtere                  |
| 2018  | Ayrton De Pauw       | Mathias Lefeber              | Arne De Groote                    |
| 2019  | Gerald Nys           | Mathias Lefeber              | Dominik Litvinov                  |
| 2022  | Arthur Senrame       | Renzo Raes                   | Mathias Lefeber                   |
| 2023  | Runar De Schrijver   | Tjorven Mertens              | Mathias Lefeber                   |
| 2025  | Lowie Nulens         | Runar De Schrijver           | Mathias Lefeber                   |

### Vitesse par équipes
| Année | Vainqueur                                       | Deuxième | Troisième |
| ----- | ----------------------------------------------- | -------- | --------- |
| 2013  | Laurent Wernimont Otto Vergaerde Robin Venneman |          |           |

## Palmarès féminin

### 500 mètres
| Année | Vainqueur            | Deuxième             | Troisième           |
| ----- | -------------------- | -------------------- | ------------------- |
| 1993  | Patsy Maegerman      | Annick Geeraert      | Veronique Coene     |
| 1994  | Annick Geeraert      | Evelyne Baert        | Veronique Coene     |
| 1995  | Annick Geeraert      | Evelyne Baert        | An Philipsen        |
| 1996  | Annick Geeraert      | Evy Van Damme        | Linda Troyekens     |
| 1997  | Annick Geeraert      | An Philipsen         | Linda Troyekens     |
| 1998  | Annick Geeraert      | Linda Troyekens      | An Philipsen        |
| 2000  | Evy Van Damme        | Sandra Degueldre     | Veronique Coene     |
| 2001  | Ingeborg Marx        | Nele Van Den Bossche | Veronique Coene     |
| 2003  | Karen Verbeek        | Kim Schoonbaert      | Allyson Flohimont   |
| 2006  | Jolien D'Hoore       | Kelly Druyts         | Elke Vanderhauwaert |
| 2007  | Jolien D'Hoore       | Kelly Druyts         | Elke Vanderhauwaert |
| 2008  | Jolien D'Hoore       | Kelly Druyts         | Jessie Daams        |
| 2009  | Jolien D'Hoore       | Kelly Druyts         | Jessie Daams        |
| 2010  | Jolien D'Hoore       | Kelly Druyts         | Morgane Van Lierde  |
| 2011  | Gilke Croket         | Morgane Van Lierde   | Cynthia Bracke      |
| 2012  | Nathalie Verschelden | Sarah Inghelbrecht   | Shana Dalving       |
| 2013  | Kelly Druyts         | Els Belmans          | Lotte Kopecky       |
| 2014  | Kelly Druyts         | Nicky Degrendele     | Catherine Wernimont |
| 2015  | Jolien D'Hoore       | Catherine Wernimont  | Lenny Druyts        |
| 2016  | Jolien D'Hoore       | Catherine Wernimont  | Lenny Druyts        |
| 2017  | Nicky Degrendele     | Annelies Dom         | Gilke Croket        |
| 2023  | Julie Nicolaes       | Valérie Jenaer       | Marith Vanhove      |

### Américaine
| Année | Vainqueur                           | Deuxième                         | Troisième                      |
| ----- | ----------------------------------- | -------------------------------- | ------------------------------ |
| 2023  | Katrijn De Clercq Hélène Hesters    | Marith Vanhove Lani Wittevrongel | Luca Vierstraete Sara Maes     |
| 2024  | Katrijn De Clercq Lani Wittevrongel | Marith Vanhove Luca Vierstraete  | Laercke Expeels Julie Stockman |

### Course aux points
| Année | Vainqueur            | Deuxième          | Troisième              |
| ----- | -------------------- | ----------------- | ---------------------- |
| 1992  | Patsy Maegerman      | Kristel Werckx    | Véronique Schurman     |
| 1993  | Kristel Werckx       | Patsy Maegerman   | Ilse Robberecht        |
| 1994  | Kristel Werckx       | Evelyne Baert     | Ellen Plas             |
| 1995  | Evelyne Baert        | Veronique Coene   | An Philipsen           |
| 1996  | Veronique Coene      | An Philipsen      | Evy Van Damme          |
| 1997  | Maria Coomans        | Veronique Coene   | Ruth Demeyer           |
| 1998  | Linda Troyekens      | Kim Van Gastel    | Godelieve Jansens      |
| 1999  | Evy Van Damme        | Maria Coomans     | Annick Geeraert        |
| 2000  | Evy Van Damme        | Ursula Dauwe      | Veronique Coene        |
| 2001  | Nele Van Den Bossche | Veronique Coene   | Kim Van Gastel         |
| 2003  | Leen Van Kerckhoven  | Fauve Defloor     | Laurance Melys         |
| 2006  | Hannah Verhaeghe     | Kelly Druyts      | Jolien D'Hoore         |
| 2007  | Kelly Druyts         | Jolien D'Hoore    | Annelies Van Doorslaer |
| 2008  | Sharon Vandromme     | Jessie Daams      | Jolien D'Hoore         |
| 2009  | Kelly Druyts         | Jolien D'Hoore    | Jessie Daams           |
| 2010  | Jessie Daams         | Jolien D'Hoore    | Kelly Druyts           |
| 2011  | Kelly Druyts         | Gilke Croket      | Sarah Inghelbrecht     |
| 2012  | Els Belmans          | Shauni Corthout   | Steffi Lodewijks       |
| 2013  | Kelly Druyts         | Gilke Croket      | Lotte Kopecky          |
| 2014  | Demmy Druyts         | Lotte Kopecky     | Gilke Croket           |
| 2015  | Jolien D'Hoore       | Lotte Kopecky     | Jesse Vandenbulcke     |
| 2016  | Lotte Kopecky        | Annelies Dom      | Kaat Van Der Meulen    |
| 2017  | Annelies Dom         | Lotte Kopecky     | Saartje Vandenbroucke  |
| 2018  | Lotte Kopecky        | Annelies Dom      | Gilke Croket           |
| 2019  | Jolien D'Hoore       | Lotte Kopecky     | Shari Bossuyt          |
| 2022  | Katrijn De Clercq    | Shari Bossuyt     | Sara Maes              |
| 2023  | Lotte Kopecky        | Lani Wittevrongel | Marith Vanhove         |
| 2024  | Marith Vanhove       | Katrijn De Clercq | Lani Wittevrongel      |

### Élimination
| Année | Vainqueur         | Deuxième          | Troisième      |
| ----- | ----------------- | ----------------- | -------------- |
| 2022  | Shari Bossuyt     | Katrijn De Clercq | Marith Vanhove |
| 2023  | Marith Vanhove    | Katrijn De Clercq | Sara Maes      |
| 2024  | Lani Wittevrongel | Luca Vierstraete  | Laerke Expeels |

### Keirin
| Année | Vainqueur             | Deuxième            | Troisième           |
| ----- | --------------------- | ------------------- | ------------------- |
| 2007  | Kelly Druyts          | Jolien D'Hoore      | Elke Vanderhauwaert |
| 2008  | Kelly Druyts          | Jolien D'Hoore      | Myriam Jacotey      |
| 2009  | Dorien Van Der Velden | Jannis Bal          | Sarah Inghelbrecht  |
| 2010  | Eline De Roover       | Morgane Van Lierde  | Shauni Corthout     |
| 2011  | Gilke Croket          | Sarah Inghelbrecht  | Morgane Van Lierde  |
| 2013  | Sarah Inghelbrecht    | Shana Dalving       | Molly Meyvisch      |
| 2013  | Nicky Degrendele      | Catherine Wernimont | Lotte Kopecky       |
| 2014  | Nicky Degrendele      | Catherine Wernimont | Lotte Kopecky       |
| 2015  | Nicky Degrendele      | Shana Dalving       | Catherine Wernimont |
| 2016  | Nicky Degrendele      | Catherine Wernimont | Sarah Inghelbrecht  |
| 2017  | Nicky Degrendele      | Shari Bossuyt       | Gilke Croket        |
| 2018  | Katrijn De Clercq     | Sara Maes           | Dina Scavone        |
| 2022  | Nicky Degrendele      | Julie Nicolaes      | Ines Van Der Paar   |
| 2023  | Nicky Degrendele      | Valerie Jenaer      | Kjelle Poets        |

### Kilomètre
| Année | Vainqueur      | Deuxième       | Troisième         |
| ----- | -------------- | -------------- | ----------------- |
| 2025  | Marith Vanhove | Hélène Hesters | Katrijn De Clercq |

### Omnium
| Année | Vainqueur            | Deuxième             | Troisième           |
| ----- | -------------------- | -------------------- | ------------------- |
| 1987  | Marie-Line Hajdu     | Martine Schotte      | Kristel Werckx      |
| 1988  | Kristel Werckx       | Martine Schotte      | Godelieve Jansens   |
| 1989  | Kristel Werckx       | Godelieve Jansens    | Martine Schotte     |
| 1991  | Kristel Werckx       | Véronique Schurman   | Martine Schotte     |
| 1992  | Kristel Werckx       | Patsy Maegerman      | Véronique Schurman  |
| 1993  | Patsy Maegerman      | Annick Geeraert      | Ursula Dauwe        |
| 1994  | Kristel Werckx       | Nana Steenssens      | Annick Geeraert     |
| 1995  | Evelyne Baert        | Nana Steenssens      | Veronique Coene     |
| 1996  | Evelyne Baert        | An Philipsen         | Ruth Demeyer        |
| 1996  | An Philipsen         | Lensy Debboudt       | Veronique Coene     |
| 1997  | Linda Troyekens      | An Philipsen         | Evy Van Damme       |
| 1998  | Evy Van Damme        | Linda Troyekens      | Ine Wannijn         |
| 1999  | Nele Van Den Bossche | Ine Wannijn          | Kathleen Vermeiren  |
| 2000  | Ine Wannijn          | Nele Van Den Bossche | Evy Van Damme       |
| 2001  | Nele Van Den Bossche | Ine Wannijn          | Sandra Degueldre    |
| 2003  | Karen Verbeek        | Laurance Melys       | Kim Schoonbaert     |
| 2004  | Karen Verbeek        | Kim Schoonbaert      | Jennifer De Merlier |
| 2007  | Jolien D'Hoore       | Kelly Druyts         | Evelyn Arys         |
| 2007  | Kelly Druyts         | Evelyn Arys          | Jessie Daams        |
| 2008  | Eline De Roover      | Morgane Van Lierde   | Shauni Corthout     |
| 2009  | Kelly Druyts         | Morgane Van Lierde   | Jessie Daams        |
| 2010  | Jolien D'Hoore       | Kelly Druyts         | Jessie Daams        |
| 2011  | Kelly Druyts         | Jessie Daams         | Els Belmans         |
| 2012  | Jolien D'Hoore       | Kelly Druyts         | Els Belmans         |
| 2012  | Els Belmans          | Gilke Croket         | Shauni Corthout     |
| 2013  | Jolien D'Hoore       | Kelly Druyts         | Els Belmans         |
| 2015  | Jolien D'Hoore       | Lotte Kopecky        | Molly Meyvisch      |
| 2016  | Lotte Kopecky        | Kaat Van Der Meulen  | Catherine Wernimont |
| 2017  | Lotte Kopecky        | Kaat Van Der Meulen  | Gilke Croket        |
| 2018  | Lotte Kopecky        | Gilke Croket         | Shari Bossuyt       |
| 2019  | Shari Bossuyt        | Annelies Dom         | Jolien D'Hoore      |
| 2022  | Katrijn De Clercq    | Lani Wittevrongel    | Marith Vanhove      |
| 2023  | Lotte Kopecky        | Lani Wittevrongel    | Katrijn De Clercq   |
| 2024  | Lani Wittevrongel    | Katrijn De Clercq    | Marith Vanhove      |

### Poursuite
| Année | Vainqueur              | Deuxième               | Troisième              |
| ----- | ---------------------- | ---------------------- | ---------------------- |
| 1959  | Yvonne Reynders        | Victoire Van Nuffel    | Josette Cornelis       |
| 1960  | Marie-Thérèse Naessens | Yvonne Reynders        | Annie Vermeiren        |
| 1961  | Yvonne Reynders        | Marie-Thérèse Naessens | Rosa Sels              |
| 1962  | Marie-Thérèse Naessens | Yvonne Reynders        | Annie Vermeiren        |
| 1963  | Yvonne Reynders        | Marie-Thérèse Naessens | Victoire Van Nuffel    |
| 1964  | Marie-Thérèse Naessens | Yvonne Reynders        | Denise Bral            |
| 1965  | Yvonne Reynders        | Christiane Goeminne    | Marie-Thérèse Naessens |
| 1966  | Yvonne Reynders        | Christiane Goeminne    | Lisette Van Hout       |
| 1967  | Yvonne Reynders        | Christiane Goeminne    | Nicole Vandenbroeck    |
| 1969  | Suzanne Sohie          | Nicole Vandenbroeck    | Marguerita Dams        |
| 1974  | Nicole Vandenbroeck    | Christiane Goeminne    | Linda Rombouts         |
| 1975  | Nicole Vandenbroeck    | Linda Rombouts         | Christiane Goeminne    |
| 1976  | Nicole Vandenbroeck    | Viviane Bailly         | Yvonne Reynders        |
| 1977  | Nicole Vandenbroeck    | Yvonne Reynders        | Christiane Goeminne    |
| 1978  | Frieda Maes            | Maria Herrijgers       | Nicole Vandenbroeck    |
| 1979  | Chantal Van Havere     | Jenny De Smet          | Marie-Helene Schiffers |
| 1980  | Chantal Van Havere     | Jenny De Smet          | Marie-Helene Schiffers |
| 1981  | Gerda Sierens          | Jenny De Smet          | Marie-Jeanne Thijs     |
| 1982  | Jenny De Smet          | Marie-Jeanne Thijs     | Maria Kennes           |
| 1983  | Jenny De Smet          | Gerda Sierens          | Marie-Jeanne Thijs     |
| 1984  | An Callebout           | Jenny De Smet          | Christel Herremans     |
| 1985  | An Callebout           | Marie-Line Hajdu       | Sofia Commeyne         |
| 1986  | Agnes Dusart           | Marie-Line Hajdu       | Nele D'Haene           |
| 1987  | Marie-Line Hajdu       | Agnes Dusart           | Kristel Werckx         |
| 1988  | Kristel Werckx         | Marie-Line Hajdu       | Véronique Schurman     |
| 1989  | Marie-Line Hajdu       | Els Mertens            | Véronique Schurman     |
| 1990  | Kristel Werckx         | Els Mertens            | Véronique Schurman     |
| 1991  | Kristel Werckx         | Véronique Schurman     | Sabine Snijers         |
| 1992  | Kristel Werckx         | Véronique Schurman     | Ellen Plas             |
| 1993  | Evelyne Baert          | Cindy Pieters          | Ellen Plas             |
| 1994  | Kristel Werckx         | Sofie Dooghe           | Annick Geeraert        |
| 1995  | Evelyne Baert          | Ellen Plas             |                        |
| 1996  | Linda Troyekens        | Veronique Coene        | Jessie Vlieghe         |
| 1997  | Linda Troyekens        | Ruth Demeyer           | Sandra Degueldre       |
| 1998  | Linda Troyekens        | Kathleen Vermeiren     | Kim Van Gastel         |
| 2000  | Evy Van Damme          | Nana Steenssens        | Sandra Degueldre       |
| 2001  | Nele Van Den Bossche   | Veronique Coene        | Hilde Van Deun         |
| 2003  | Karen Verbeek          | Laurance Melys         | Goedele Van Den Steen  |
| 2006  | Kelly Druyts           | Jolien D'Hoore         | Hannah Verhaeghe       |
| 2007  | Kelly Druyts           | Jolien D'Hoore         | Evelyn Arys            |
| 2008  | Jolien D'Hoore         | Evelyn Arys            | Kelly Druyts           |
| 2009  | Kelly Druyts           | Jessie Daams           | Sarah Inghelbrecht     |
| 2010  | Jolien D'Hoore         | Jessie Daams           | Kelly Druyts           |
| 2011  | Kelly Druyts           | Jessie Daams           | Els Belmans            |
| 2012  | Els Belmans            | Steffi Lodewijks       | Gilke Croket           |
| 2013  | Lotte Kopecky          | Evelyn Arys            | Gilke Croket           |
| 2014  | Lotte Kopecky          | Gilke Croket           | Sarah Inghelbrecht     |
| 2015  | Jolien D'Hoore         | Lotte Kopecky          | Annelies Dom           |
| 2016  | Lotte Kopecky          | Annelies Dom           | Sarah Inghelbrecht     |
| 2017  | Lotte Kopecky          | Annelies Dom           | Noa Selosse            |
| 2018  | Annelies Dom           | Shari Bossuyt          | Isabelle Beckers       |
| 2019  | Jolien D'Hoore         | Lotte Kopecky          | Annelies Dom           |
| 2023  | Marith Vanhove         | Katrijn De Clercq      | Hélène Hesters         |
| 2025  | Hélène Hesters         | Katrijn De Clercq      | Luca Vierstraete       |

### Poursuite par équipes
| Année | Vainqueur                                           | Deuxième | Troisième |
| ----- | --------------------------------------------------- | -------- | --------- |
| 2008  | Kelly Druyts Jolien D'Hoore Evelyn Arys             |          |           |
| 2009  | Kelly Druyts Jolien D'Hoore Jessie Daams            |          |           |
| 2010  | Kelly Druyts Jolien D'Hoore Jessie Daams            |          |           |
| 2011  | Kelly Druyts Els Belmans Maaike Polspoel            |          |           |
| 2012  | Shauni Corthout Steffi Lodewijks Eline De Roover    |          |           |
| 2013  | Sarah Inghelbrecht Gilke Croket Stephanie De Croock |          |           |

### Scratch
| Année | Vainqueur             | Deuxième            | Troisième            |
| ----- | --------------------- | ------------------- | -------------------- |
| 2003  | Fauve Defloor         | Karen Verbeek       | Laurance Melys       |
| 2007  | Jolien D'Hoore        | Kelly Druyts        | Hannah Verhaeghe     |
| 2008  | Kelly Druyts          | Jessie Daams        | Sharon Vandromme     |
| 2009  | Jessie Daams          | Marie-Pierre Thonon | Gilke Croket         |
| 2010  | Jolien D'Hoore        | Kelly Druyts        | Eline De Roover      |
| 2011  | Kelly Druyts          | Sarah Inghelbrecht  | Gilke Croket         |
| 2012  | Els Belmans           | Steffi Lodewijks    | Shauni Corthout      |
| 2013  | Shauni Corthout       | Sarah Inghelbrecht  | Nathalie Verschelden |
| 2013  | Gilke Croket          | Kelly Druyts        | Evelyn Arys          |
| 2014  | Kelly Druyts          | Lotte Kopecky       | Sarah Inghelbrecht   |
| 2015  | Jolien D'Hoore        | Lotte Kopecky       | Kaat Van Der Meulen  |
| 2016  | Lotte Kopecky         | Gilke Croket        | Sarah Inghelbrecht   |
| 2017  | Lotte Kopecky         | Annelies Dom        | Gilke Croket         |
| 2018  | Saartje Vandenbroucke | Shari Bossuyt       | Annelies Dom         |
| 2019  | Jolien D'Hoore        | Lotte Kopecky       | Gilke Croket         |
| 2022  | Marith Vanhove        | Katrijn De Clercq   | Sara Maes            |
| 2023  | Lotte Kopecky         | Katrijn De Clercq   | Lani Wittevrongel    |
| 2024  | Katrijn De Clercq     | Marith Vanhove      | Dina Scavone         |

### Vitesse
| Année | Vainqueur              | Deuxième               | Troisième                       |
| ----- | ---------------------- | ---------------------- | ------------------------------- |
| 1959  | Victoire Van Nuffel    | Yvonne Reynders        | Josette Cornelis                |
| 1960  | Marie-Thérèse Naessens | Victoire Van Nuffel    | Yvonne Reynders                 |
| 1961  | Marie-Thérèse Naessens | Yvonne Reynders        | Louisa Smits                    |
| 1962  | Marie-Thérèse Naessens | Annie Vermeiren        | Louisa Smits                    |
| 1963  | Marie-Thérèse Naessens | Louisa Smits           | Annie Vermeiren                 |
| 1964  | Louisa Smits           | Marie-Thérèse Naessens | Denise Bral                     |
| 1965  | Christiane Goeminne    | Marie-Thérèse Naessens | Louisa Smits                    |
| 1966  | Yvonne Reynders        | Simone Ellegeest       | Denise Bral Christiane Goeminne |
| 1967  | Christiane Goeminne    | Yvonne Reynders        | Micheline Stas                  |
| 1969  | Christiane Goeminne    | Suzanne Sohie          | Rosette Patoor                  |
| 1974  | Linda Rombouts         | Christiane Goeminne    | Renée Ganneau                   |
| 1975  | Christiane Goeminne    | Linda Rombouts         | Viviane Bailly                  |
| 1976  | Christiane Goeminne    | Linda Rombouts         | Viviane Bailly                  |
| 1977  | Viviane Bailly         | Christiane Goeminne    | Frieda Maes                     |
| 1977  | Frieda Maes            |                        | Viviane Bailly                  |
| 1979  | Frieda Maes            | Jenny De Smet          | Maria Hemmerechts               |
| 1979  | Claudine Vierstraete   | Maria Hemmerechts      |                                 |
| 1981  | Claudine Vierstraete   | Marie-Jeanne Thijs     | Christel Herremans              |
| 1982  | Claudine Vierstraete   | Christel Herremans     | Marie-Jeanne Thijs              |
| 1983  | Claudine Vierstraete   | Carine Dhondt          | Carine Deman                    |
| 1984  | Claudine Vierstraete   | Carine Dhondt          | Carine Deman                    |
| 1985  | Sofia Commeyne         |                        |                                 |
| 1986  | Claudine Vierstraete   | Marie-Line Hajdu       | Véronique Schurman              |
| 1987  | Kristel Werckx         | Jenny De Smet          | Marie-Line Hajdu                |
| 1988  | Kristel Werckx         | Véronique Schurman     | Marie-Line Hajdu                |
| 1989  | Martine Schotte        | Godelieve Jansens      | Nadine Fiers                    |
| 1990  | Kristel Werckx         | Godelieve Jansens      | Martine Schotte                 |
| 1991  | Kristel Werckx         | Patsy Maegerman        | Martine Schotte                 |
| 1992  | Patsy Maegerman        | Kristel Werckx         | Véronique Schurman              |
| 1993  | Kristel Werckx         | Patsy Maegerman        | Veronique Coene                 |
| 1994  | Annick Geeraert        | Kristel Werckx         | Sophie De Champs                |
| 1995  | An Philipsen           | Annick Geeraert        | Veronique Coene                 |
| 1996  | Annick Geeraert        | An Philipsen           | Kathleen Vermeiren              |
| 1997  | Annick Geeraert        | An Philipsen           | Kathleen Vermeiren              |
| 1998  | An Philipsen           | Linda Troyekens        | Annick Geeraert                 |
| 2000  | Evy Van Damme          | Sandra Degueldre       | Veronique Coene                 |
| 2001  | Ingeborg Marx          | Nele Van Den Bossche   | Veronique Coene                 |
| 2003  | Kim Schoonbaert        | Fauve Defloor          | Karen Verbeek                   |
| 2007  | Jolien D'Hoore         | Elke Vanderhauwaert    | Jennifer De Merlier             |
| 2008  | Jolien D'Hoore         | Myriam Jacotey         | Elodie Andre                    |
| 2009  | Elodie Andre           | Jannis Bal             | Eline De Roover                 |
| 2010  | Steffi Lodewijks       | Elodie Andre           | Eline De Roover                 |
| 2013  | Shana Dalving          | Nathalie Verschelden   | Sarah Inghelbrecht              |
| 2014  | Nicky Degrendele       | Catherine Wernimont    | Shana Dalving                   |
| 2017  | Nicky Degrendele       | Catherine Wernimont    | Noa Selosse                     |
| 2023  | Nicky Degrendele       | Julie Nicolaes         | Valerie Jenaer                  |
| 2025  | Valerie Jenaer         | Zita Gheysens          | Lore Wolfs                      |

### Vitesse par équipes
| Année | Vainqueur                        | Deuxième | Troisième |
| ----- | -------------------------------- | -------- | --------- |
| 2007  | Kelly Druyts Jenifer De Merlier  |          |           |
| 2008  | Kelly Druyts Jolien D'Hoore      |          |           |
| 2009  | Kelly Druyts Jolien D'Hoore      |          |           |
| 2010  | Kelly Druyts Jolien D'Hoore      |          |           |
| 2011  | Gilke Croket Morgane Van Lierde  |          |           |
| 2012  | Shauni Corthout Steffi Lodewijks |          |           |
| 2013  | Shana Dalving Steffi Lodewyks    |          |           |

## Sources
- Palmarès masculin sur cyclebase.nl
- Palmarès féminin sur cyclebase.nl
- Site web du cyclisme Belge
- Siteducyclisme.net